# UTC-9:30
UTC−9:30 je jedna od vremenskih zona. Koristi se na sljedećim područjima:

## Kao standardno vrijeme (cijelu godinu)
- Francuska Polinezija
  - Îles Marquises